# برج شمال هاربور
برج شمال هاربور هو 556 ft ( 169m ) ناطحة سحاب طويل القامة في شيكاغو، إلينوي، الولايات المتحدة . تم الانتهاء منه في عام 1988 و تضم 55 طابقا. تمكنت Fujikawa جونسون وشركاه تصميم المبنى، الذي هو 53 الأطول في شيكاغو . كل نافذة في مبنى يحتوي على إسقاط الثلاثي للاستفادة من الأفق، الحديقة، والبحيرة، وتطل على النهر .
في يناير كانون الثاني عام 2016، وافق الهلال مرتفعات لشراء المبنى 600 شقة لل ما يقدر ب 200 مليون $ .

## انظر ايضاً
- قائمة أطول المباني في شيكاغو

## وصلات خارجية
- Emporis
- Skyscraperpage